# Sejm piotrkowski 1503
Sejm piotrkowski 1503 – Sejm walny Korony Królestwa Polskiego, został zwołany w końcu stycznia 1503 roku do Piotrkowa. 
Sejmiki przedsejmowe w województwach odbyły się w lutym 1503 roku. 
Obrady sejmu trwały od 12 marca do 2 kwietnia 1503 roku.